# Tsingymantis antitra
Tsingymantis antitra är en groddjursart som beskrevs av Glaw, Hoegg och Miguel Vences 2006. Tsingymantis antitra ingår i släktet Tsingymantis och familjen Mantellidae. IUCN kategoriserar arten globalt som sårbar. Inga underarter finns listade i Catalogue of Life.